# Junior Fa
Junior Fa (* 19. Oktober 1989 in Papakura District, Neuseeland, als Uaine Fa Jr) ist ein neuseeländischer Boxer im Schwergewicht und aktueller ungeschlagener WBO-Oriental-Interims-Champion.

## Amateurkarriere
Bei den Amateuren trat Fa für Tonga an und nahm unter anderem im Jahre 2010 an den Commonwealth Games in Delhi, Indien, teil, wo er eine Bronzemedaille erringen konnte. Er traf insgesamt zweimal auf Joseph Parker und siegte in beiden Kämpfen einstimmig nach Punkten.

## Profikarriere
Sein Profidebüt gab Fa mit einem klassischen K.-o.-Sieg über seinen Landsmann Richard Tutaki am 13. Februar 2016 im Barfoot & Thompson Stadium in Auckland.
2017 trat Fa gegen Daniel Tai um die vakante neuseeländische Meisterschaft an und gewann durch Mehrheitsentscheidung. Im darauffolgenden Jahr traf er auf den Mexikaner Luis Pascual. In diesem Kampf ging es um den WBO-Oriental-Interimstitel. Fa gewann nach Punkten über 10 Runden und verteidigte jenen Titel gegen den Argentinier Rogelio Omar Rossi durch spektakulären Knockout in Runde 1.